# 油溪镇 (连平县)
油溪镇是中国广东省河源市连平县下辖的一个镇，位于连平县东部。辖区总面积300平方公里，下辖19个村，2003年总人口3.39万人。

## 行政区划
油溪镇下辖以下村级行政区划单位
蕉园社区、溪南村、下阳村、兴中村、大东村、富乐村、大塘村、茶新村、彭田村、金龙村、油东村、上镇村、新溪村、官桥村、小溪村、长潭村、九潭村、长丰村和石背村。